# Szilágyi Márton (irodalomtörténész)
Szilágyi Márton (Gyula, 1965. november 9.) magyar irodalomtörténész, egyetemi tanár. Az Irodalomismeret című folyóirat – Magyar Irodalomtörténeti Társaság lapja – főszerkesztője. Szilágyi Zsófia irodalomtörténész bátyja.

## Életpályája
Édesapja Szilágyi Miklós néprajzkutató. Édesanyja Sz. Bányai Irén történész. Általános iskolai tanulmányait Cegléden és Szekszárdon végezte el. Középiskolai éveit Szekszárdon és Budapesten töltötte; itt érettségizett 1984-ben. 1985–1990 között az ELTE BTK magyar-történelem szakos hallgatója volt. 
1993–1997 között az ELTE BTK Magyar Irodalomtörténeti Intézet tanársegéde, 1997–2001 között adjunktusa, 2001 óta docense. 1993–1995 között a Pázmány Péter Katolikus Egyetem óraadója volt. 1996–1997 között a Janus Pannonius Tudományegyetem Bölcsészettudományi Karának óraadója volt. 2002–2004 között a Bécsi Egyetem Finnugor Intézetének vendégprofesszora volt. 2004 óta a Hajnal István Kör választmányi tagja. 2006 óta az ELTE BTK Magyar Irodalom- és Kultúratudományi Intézetének igazgatóhelyettese. 2008 óta a Magyar Tudományos Akadémia Textológiai Bizottságának társelnöke.
MTA doktori értekezését 2011-ben védte meg: Csokonai Vitéz Mihály pályafutása. Társadalomtörténeti kontextusok egy írói életpályához. Kutatási területe a 18–19. századi magyar irodalom.

## Magánélete
1990-ben házasságot kötött Völgyesi Orsolyával. Két fiuk született: Bálint (1991) és Máté (1994).

## Művei
- Egy nagykanizsai laktanya nyelve és folklórja (Kövesdi Péterrel, 1988)
- Megfúvom fűzfalantomat. Szórakoztatóan rossz versek antológiája; vál., összeáll., utószó Kövesdi Péter, Marton Péter, Szilágyi Márton; Zenit Könyvek, Bp., 1990
- Kritikai berek (1995)
- Kármán József és Pajor Gáspár Urániája (1998)
- Első folyóirataink: Uránia (szövegkiadás, 1999)
- Szövegkönyv. Tanulmányok Kerényi Ferenc hatvanadik születésnapjára; szerk. Szilágyi Márton, Völgyesi Orsolya; Ráció, Bp., 2005
- Lisznyai Kálmán. Egy 19. századi írói életpálya társadalomtörténeti tanulságai; Argumentum, Bp., 2001 (Irodalomtörténeti füzetek)
- Határpontok; Ráció, Bp., 2007
- Kolligátum. Tanulmányok a hetvenéves Bíró Ferenc tiszteletére; szerk. Devescovi Balázs, Szilágyi Márton, Vaderna Gábor; Ráció, Bp., 2007
- Edmund Burke esztétikája és az európai felvilágosodás; szerk. Horkay Hörcher Ferenc, Szilágyi Márton; Ráció, Bp., 2011
- "Ki vagyok én? Nem mondom meg...". Tanulmányok Petőfiről; szerk. Szilágyi Márton; Petőfi Irodalmi Múzeum, Bp., 2014
- A költő mint társadalmi jelenség. Csokonai Vitéz Mihály pályafutásának mikrotörténeti dimenziói; Ráció, Bp., 2014 (Ligatura)
- Textológia, filológia, értelmezés. Klasszikus magyar irodalom; szerk. Czifra Mariann, Szilágyi Márton; Debreceni Egyetemi Kiadó, Debrecen, 2014 (Csokonai könyvtár)
- Hagyománytörések. Tanulmányok az 1840-es évek magyar irodalmáról; Ráció, Bp., 2016
- "Mi vagyok én?". Arany János költészete; Kalligram, Bp., 2017
- Forrásérték és poétika. Kazinczy Ferenc: Fogságom naplója; Reciti, Bp., 2017 (Irodalomtörténeti füzetek)
- "Ősszel". Arany János és a hagyomány; szerk. Szilágyi Márton; Universitas, Bp., 2018
- Omniárium. Irodalomtörténeti tanulmányok Ráció, Bp., 2020
- „Miért én éltem, az már dúlva van”; Kalligram, 2021
- Az íróvá válás mikrotörténete a 19. század első felében. Lisznyai Kálmán és az "irodalmi gépezet" (Vitae.3.) reciti, Bp., 2021
- A magyar romantika ikercsillagai. Jókai Mór és Petőfi Sándor; Osiris, Bp. 2021
- A második Prométheusz. Tanulmányok a 18. századi magyar irodalomból; Universitas, Bp., 2022
- Az örökség terhe. Arany László élete és munkássága. szerk. Szilágyi Márton; Ráció, Bp., 2022
- "Az utolsó magyar". Arany János élete és költészete; Osiris, Bp. 2023
- Arany János emlékezete. szerk. Szilágyi Márton; Osiris, Bp. 2023

## Díjai, kitüntetései
- Tudományos Minősítő Bizottság ösztöndíjasa (1990–1993)
- Móricz Zsigmond-ösztöndíj (1995)
- Széchenyi professzor-ösztöndíj (1998–2001)
- Bárka-díj (2000)
- Soros-ösztöndíj (2002)
- Bolyai-ösztöndíj (2006–2009)